# ستيف أفيري (لاعب كرة قدم أمريكية)
ستيف أفيري (بالإنجليزية: Steve Avery)‏ هو لاعب كرة قدم أمريكية أمريكي، ولد في 18 أغسطس 1966 في ميلواكي في الولايات المتحدة.

## وصلات خارجية
- ستيف أفيري على موقع مرجع كرة القدم المحترفة.كوم (الإنجليزية)